# Bimbo Sub-Prefecture
Bimbo Sub-Prefecture är en subprefektur i Centralafrikanska republiken.   Den ligger i prefekturen Ombella-Mpoko, i den sydvästra delen av landet, 6 km sydväst om huvudstaden Bangui.
I omgivningarna runt Bimbo Sub-Prefecture växer huvudsakligen savannskog. Runt Bimbo Sub-Prefecture är det ganska glesbefolkat, med 36 invånare per kvadratkilometer.